# Peñaparda (kommunhuvudort)
Peñaparda är en kommunhuvudort i Spanien.   Den ligger i provinsen Provincia de Salamanca och regionen Kastilien och Leon, i den centrala delen av landet, 250 km väster om huvudstaden Madrid. Peñaparda ligger 866 meter över havet och antalet invånare är 439.
Terrängen runt Peñaparda är platt åt nordväst, men åt sydost är den kuperad. Runt Peñaparda är det glesbefolkat, med 18 invånare per kvadratkilometer. Närmaste större samhälle är Gata, 11,1 km sydost om Peñaparda. 